# Kamas Nabereschnyje Tschelny
Der FK KAMAS Nabereschnyje Tschelny (russisch Футбольный клуб «КАМАЗ» Набережные Челны, wiss. Transliteration Futbol’nyj klub KAMAZ Naberežnye Čelny) ist ein russischer Fußballverein aus der tatarischen Stadt Nabereschnyje Tschelny.

## Geschichte
Der Verein wurde am 11. November 1981 als Trud-PRS gegründet. Bis zum Jahr 1988, in dem der Verein dem sowjetischen Ligensystem beitrat, wurde nur in regionalen Turnieren mitgespielt. Bis 1992 spielte der Verein somit in der dritthöchsten sowjetischen Liga, bevor nach dem Zerfall der Sowjetunion der Beitritt zur zweitklassigen 1. Liga folgte. Durch die Meisterschaft im Jahre 1992 in der Region „Mitte“ stieg der Club gar in die Oberste Liga auf.
Nach dem 10. Platz in der Premierensaison erreichte die Mannschaft im Jahre 1994 in der obersten Liga den 6. Platz, der die beste Platzierung in der Vereinsgeschichte darstellt. Anschließend nahm die Mannschaft am UI-Cup teil, wo unter anderem der deutsche Bundesligist TSV 1860 München besiegt wurde, wodurch sie ins Halbfinale einziehen konnte, das gegen den französischen Vertreter EA Guingamp verloren wurde.
Bis zum Jahr 1997 hielt sich das Team in der Erstklassigkeit bis aufgrund finanzieller Schwierigkeiten beim Hauptsponsor KAMAZ abgestiegen werden musste. Schon ein weiteres Jahr später fand die Mannschaft sich nur noch in der drittklassigen 2. Division wieder. Von 1999 bis 2003 spielte der Verein in der Ural-Gruppe der 2. Division, bis er den Wiederaufstieg in die 1. Division erreichte. In den letzten Jahren konnte Kamas stets einen Platz im oberen Tabellendrittel erreichen, wobei der Aufstieg jeweils knapp verfehlt wurde. Nach der Saison 2011/12 zog sich der Verein aufgrund der erneuten finanziellen Schwierigkeiten aus der zweiten Liga zurück und nahm nunmehr am Spielbetrieb der drittklassigen 2. Division teil. 2015 nach dem Gewinn der Staffelmeisterschaft Zentrum im Perwenstwo PFL konnte der erneute Aufstieg in das russische Unterhaus, das seit 2013 als Perwenstwo FNL ausgetragen wird, gefeiert werden. In der Saison 2015/16 stand der Abstieg bereits fünf Spieltage vor Ende der Spielzeit fest.
Weitere Namen des Vereins waren Trud-PRS (1981–1987), Torpedo (1988–1989) und KAMAS-Tschally (1995–2000).

## Erfolge
- Meister der zweiten russischen Liga: 1992
- Staffelmeister in der dritten russischen Liga: 2003, 2015, 2020/21

## Europapokalbilanz
| Saison | Wettbewerb         | Runde        | Gegner           | Gesamt | Hin     | Rück      |
| ------ | ------------------ | ------------ | ---------------- | ------ | ------- | --------- |
| 1995   | UEFA Intertoto Cup | Gruppenphase | Łódzki KS        | 3:0    | 3:0 (H) |           |
| 1995   | UEFA Intertoto Cup | Gruppenphase | FC Kaučuk Opava  | 2:1    | 2:1 (A) |           |
| 1995   | UEFA Intertoto Cup | Gruppenphase | Spartak Warna    | 2:2    | 2:2 (H) |           |
| 1995   | UEFA Intertoto Cup | Gruppenphase | TSV 1860 München | 1:0    | 1:0 (A) |           |
| 1995   | UEFA Intertoto Cup | Halbfinale   | EA Guingamp      | 2:4    | 2:0 (H) | 0:4 n. V. |

Gesamtbilanz: 6 Spiele, 4 Siege, 1 Unentschieden, 1 Niederlage, 10:7 Tore (Tordifferenz +3)

## Spieler
- Branimir Petrović (2006–2007, 2008–2009)
- Alexei Anatoljewitsch Koslow (2007–2010)
- Spartak Arturowitsch Gognijew (2008–2010)